# ONErpm
ONErpm — американская компания, предоставляющая услуги цифровой дистрибуции контента. Основана в 2010 году в Бруклине, США Эммануэлем Зунцем и Мэтью Олимом.
В 2013 году анонсировала бесплатную дистрибуцию видеоконтента на Rdio, Grooveshark и YouTube. По состоянию на 2022 год сервисы ONErpm предоставляют возможность независимым артистам, лейблам и издателям распространять музыку и видео на более чем 45 цифровых стриминговых платформ. За пользование своими сервисами компания не берёт предварительную плату и предоставляет доход в размере 85 % роялти от стримингов с цифровых площадок (за исключением рингтонов и YouTube, где остаток от дохода составляет 70 % и 50 % для «специальных видео»).
Также компания предоставляет индивидуальные маркетинговые и карьерные решения для артистов, которые нуждаются не только в цифровой дистрибуции, в число которых входят: маркетинг на цифровых платформах, создание маркетинговой стратегии и её исполнение, авансирование и другие.
Компания имеет офисы в Нью-Йорке, Нашвилле, Сан-Паулу, Испании, Москве и других городах по всему миру. Распространяет контент Metric, Tame Impala, Ozomatli, Cabas; бразильских музыкантов Эразмо Карлоса, BNegão, Chitãozinho & Xororó, Emicida, Мэттью Джона Леони и других артистов по всему миру.
В июне 2020 года американский журнал Billboard включил ONErpm в рейтинг «50 Indie Power Players».
В сентябре 2020 года компания подписала эксклюзивный контракт с музыкальной группой 112 для выпуска их нового мини-альбома «112 Forever (Slim & Mike)».
8 августа 2022 года Billboard включил ONErpm в список 20 лучших дистрибьюторов в мире.